# Salitral Largo
Salitral Largo är en periodisk saltsjö i Mexiko.   Den ligger i delstaten Baja California Sur, i den västra delen av landet, 1 400 km väster om huvudstaden Mexico City.